# Kašima Šinden Jikišinkage-rjú
Kašima Šinden Jikišinkage-rjú (japonsky 鹿島神傳直心影流, hiraganou かしましんでんじきしんかげりゅう), často označovaná jednoduše jako Jikišinkage-rjú nebo Kašima Šinden, je tradiční škola (korjú) japonského bojového umění šermu (kendžucu). Škola byla založena v polovině 16. století na základě starších stylů šermu a je jednou z mála dodnes existujících starých japonských škol bojových umění.
Opakovaným cvičením si člověk udržuje neustálé spojení s vesmírem aspirací na jikišin (直心; neochvějný záměr) a seimeišin (生命心; dokonalá jasnost mysli), stejně jako nebe bez mráčku za jasného slunečného dne. Říká se, že praktikující, který dosáhl zvýšeného jikišin a seimeišin, dosáhne neměnné mysli fudóšin (不動心; nehybné srdce).